# John Gottman

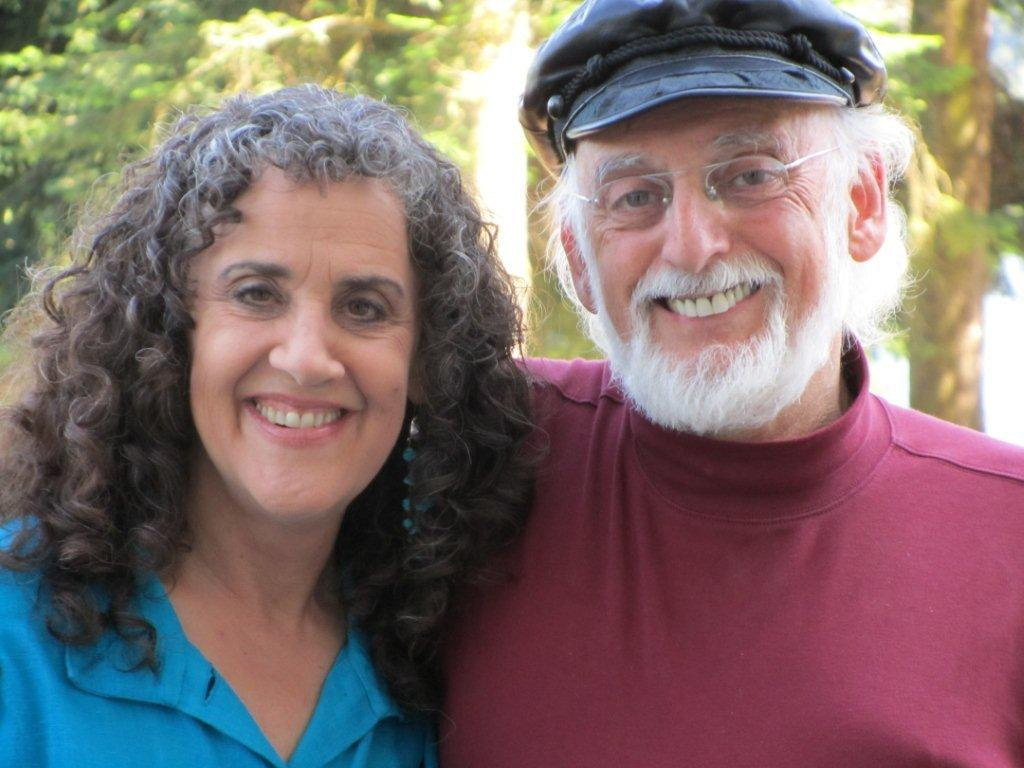
John Gottman mit seiner Frau Julie Gottman (2011)

John Mordechai Gottman (* 1942) ist ein US-amerikanischer Psychologe (Verhaltenstherapeut) und emeritierter Professor für Psychologie an der University of Washington. Er wurde vor allem durch seine Arbeit über Beziehungsanalyse und Ehestabilität durch direkte Beobachtung bekannt. Zusammen mit seiner Frau Julie Schwartz Gottman entwickelte er eine eigene evidenzbasierte Form der Familien- und Paartherapie, die über eine religionssensible Adaption für Christen und Muslime verfügt.

## Leben
John Gottman wurde am 26. April 1942 in der Dominikanischen Republik als Sohn orthodoxer jüdischer Eltern geboren. Sein Vater war Rabbiner in Wien vor dem Zweiten Weltkrieg. Gottman besuchte eine Lubawitsch-Jeshiva-Grundschule in Brooklyn.
Gottmans beide früheren Ehen wurden geschieden.  1987  heiratete er die Psychotherapeutin Julie Gottman, Tochter von Marvin und Selma Schwartz. Sie lebte ein Jahr in Indien und Nepal, wozu auch der Einsatz für Menschen in Armut in Kalkutta gehörte. Im Jahr 1979 kehrte sie in die USA zurück. Gottman hat mit ihr eine Tochter namens Moriah. John und Julie Gottman leben derzeit im US-Bundesstaat Washington.

## Lehre

### Vorhersage der Stabilität in Paarbeziehungen
Gottman behauptet eine Methode entwickelt zu haben, mit der mit 90 % Wahrscheinlichkeit vorausgesagt werden kann, welche neu verheirateten Paare verheiratet bleiben und welche nach 4 bis 6 Jahren geschieden sein werden. Die Methode kann auch angeblich mit 81 % Genauigkeit voraussagen, welche Ehen 7 bis 9 Jahre überstehen. Seine Methode zur Voraussage basiert auf Paul Ekmans Methode zur Analyse von Mikroexpressionen. Die Qualität von Gottmans ursprünglichen Ergebnissen wurde auf wissenschaftlicher Basis angezweifelt, weil über seine Studien-Paare nur in der Rückschau, also nachdem ihr weiteres Schicksal bereits feststand, nachholend eine Vorhersage gebildet wurde.

### Die vier apokalyptischen Reiter der Paarbeziehung
Die vier apokalyptischen Reiter stehen nach Gottman und seines Forschungspartners Levenson auch für die Kommunikationssünden, die eine Ehe bzw. intime Beziehung dauerhaft ruinieren und sich in vielfältiger Gestalt als prozesshaftes Geschehen zeigen und zur Trennung des Paares führen können:
1. Kritik: Schuldzuweisungen und Anklagen, die ihren Höhepunkt in einer generellen Verurteilung der Person des Partners finden
2. Abwehr/Verteidigung mit Rechtfertigung (und Verleugnung der eigenen Anteile), die den Konflikt aufrechterhalten
3. Verachtung und Geringschätzung des Partners
4. „Mauern“, Rückzug aus der Kommunikation, u. a. durch Schweigen.

Hierbei zeigen sich laut Gottman auch Geschlechtsunterschiede im Verhalten. Demnach sollen Frauen eher zum Kritisieren des Partners neigen, bei Männern soll das Mauern stärker ausgeprägt sein als bei Frauen.
Die Demonstration der eigenen Macht (gerade auch als Abwehr von Ohnmachtsgefühlen) wird vermutlich auf allen Stufen dieses Isolations- und Trennungsprozesses eingesetzt. Sie wird gelegentlich, so von Bas Kast, als „fünfter Reiter“ bezeichnet.

### Die Gottman-Konstante (5:1)
Gottman beobachtete bei unglücklich-instabilen Partnerschaften ein deutliches Überwiegen von negativen Interaktionen. Die sogenannte Gottman-Konstante besagt, dass in stabil-zufriedenen Beziehungen das Verhältnis von positivem zu negativem Verhalten mindestens 5:1 betragen muss; eine negative Interaktion kann durch fünf positive kompensiert werden.

### Die sieben Geheimnisse der glücklichen Ehe
Aufgrund seiner Beobachtungen und Forschungen gibt Gottman sieben Grundregeln an, die eine Ehe glücklich machen können; Grundlage sei jedoch die Freundschaft, die das Herz jeder Ehe sei. Er illustriert seine sieben konkreten Vorschläge mit Beispielen, Dialogen und schlägt passende Übungen für Ehepaare vor:
1. Bringen Sie Ihre Partner-Landkarte auf den neuesten Stand
2. Pflegen Sie Zuneigung und Bewunderung füreinander
3. Wenden Sie sich einander zu und nicht voneinander ab
4. Lassen Sie sich von Ihrem Partner beeinflussen
5. Lösen Sie Ihre lösbaren Probleme
6. Überwinden Sie Pattsituationen
7. Schaffen Sie einen gemeinsamen Sinn

## Schriften (Auszug)
- Beziehung ist Männersache: Was Frauen von ihrem Partner wirklich wollen, Südwest Verlag, München, 2016, ISBN 978-3-641-19907-4
- Die Vermessung der Liebe: Vertrauen und Betrug in Paarbeziehungen. Klett-Cotta Verlag, Stuttgart 2014, ISBN 3-608-94810-4.
- Die 7 Geheimnisse der glücklichen Ehe. Schröder-Verlag, 2000, ISBN 3-547-73320-0.
- Kinder brauchen emotionale Intelligenz. Heyne-Verlag, München 1998, ISBN 3-453-14950-5.
- Laß uns einfach glücklich sein. Heyne-Verlag, München 1998, ISBN 3-453-13197-5.
- Glücklich verheiratet? Heyne-Verlag, München 1995, ISBN 3-453-08688-0.
- 8 Gespräche, die jedes Paar führen sollte, Ullstein-Verlag, Berlin 2022, ISBN 978-3-86493-200-7